# Autoroute A10 (Autriche)
Pour les articles homonymes, voir A10.
L'autoroute autrichienne A10 (en allemand : Tauern Autobahn, « Autoroute Tauern » et en abrégé A10) est un axe autoroutier situé en Autriche, qui relie Salzbourg et l'autoroute A1 à travers le massif des Tauern à Villach et l'autoroute A2. C'est l'un des passages principaux entre le nord et le sud de la crête principale des Alpes orientales faisaient partie de la route européenne 55 ; il s'agit d'une autoroute à péage. 

## Historique

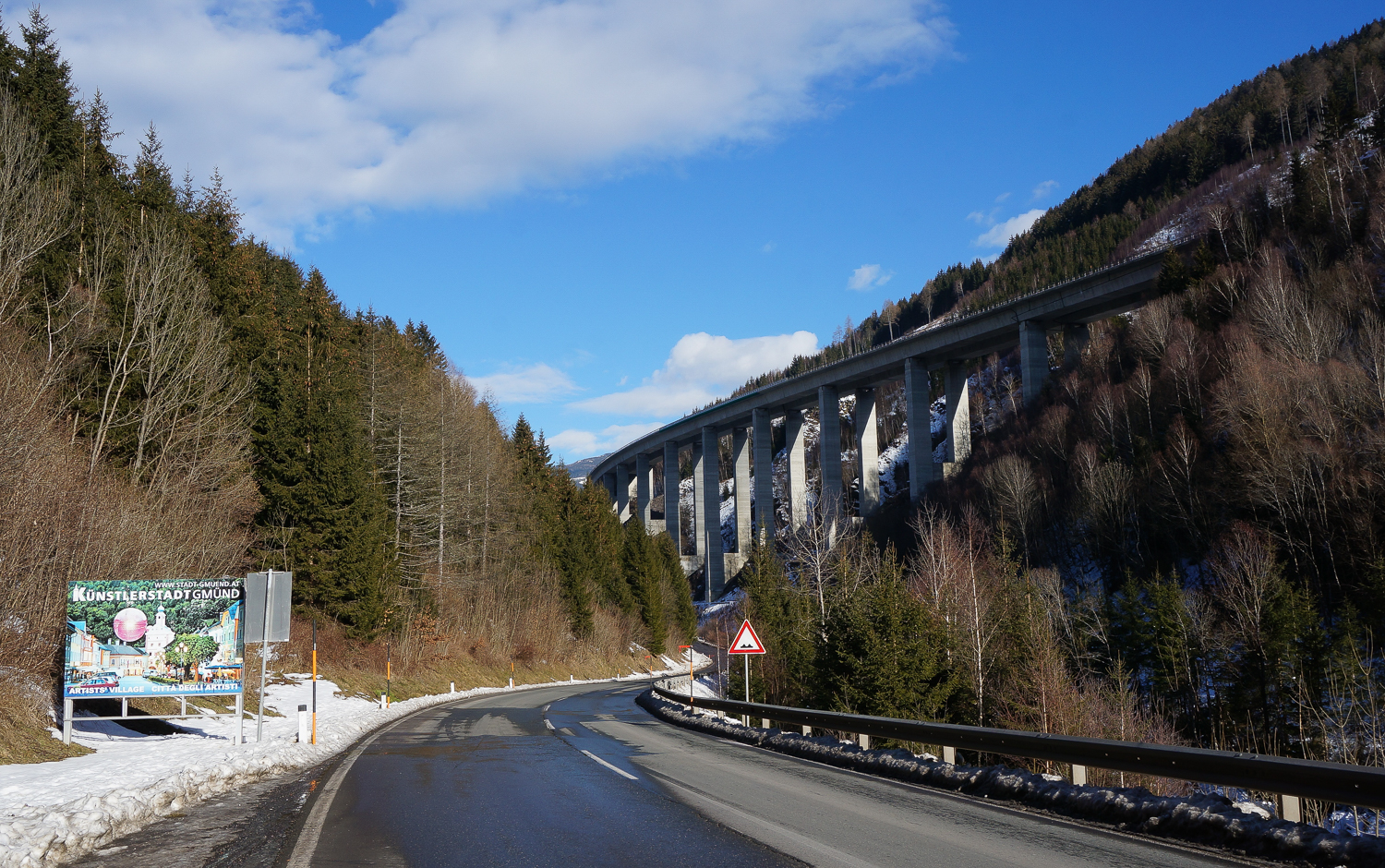
La route du col de Katschberg, sous le pont autoroutier.

En 1938, immédiatement après l'annexion de l'Autriche par l'Allemagne nazie (Anschluss), le projet d'une liaison nord-sud pour le transport routier débute, destinée à remplacer la route du col de Katschberg remontant à l'époque romaine. Le 15 mai 1939, la pose de la première pierre fut célébrée à Salzbourg et à Spittal an der Drau. Le premier tronçon de l'autoroute au sud de Salzbourg a été ouvert à la circulation le 13 septembre 1941. Peu après, les travaux furent arrêtés à cause de la Seconde Guerre mondiale.
Une nouvelle planification n'a été établie que vers la fin des années 50, face à l'accroissement rapide du secteur du tourisme en Autriche et du transit alpin. Les étapes suivantes ont été ouvertes progressivement à partir de 1968 ; les travaux du trajet traversant la crête principale des Alpes par les tunnels des Tauern et du Katschberg commencent en 1971. Le 16 mai 1975, dix ouvriers ont trouvé la mort dans un grave accident lors des travaux de construction d'un pont passant au-dessus de la vallée de la Lieser près de Gmünd. 

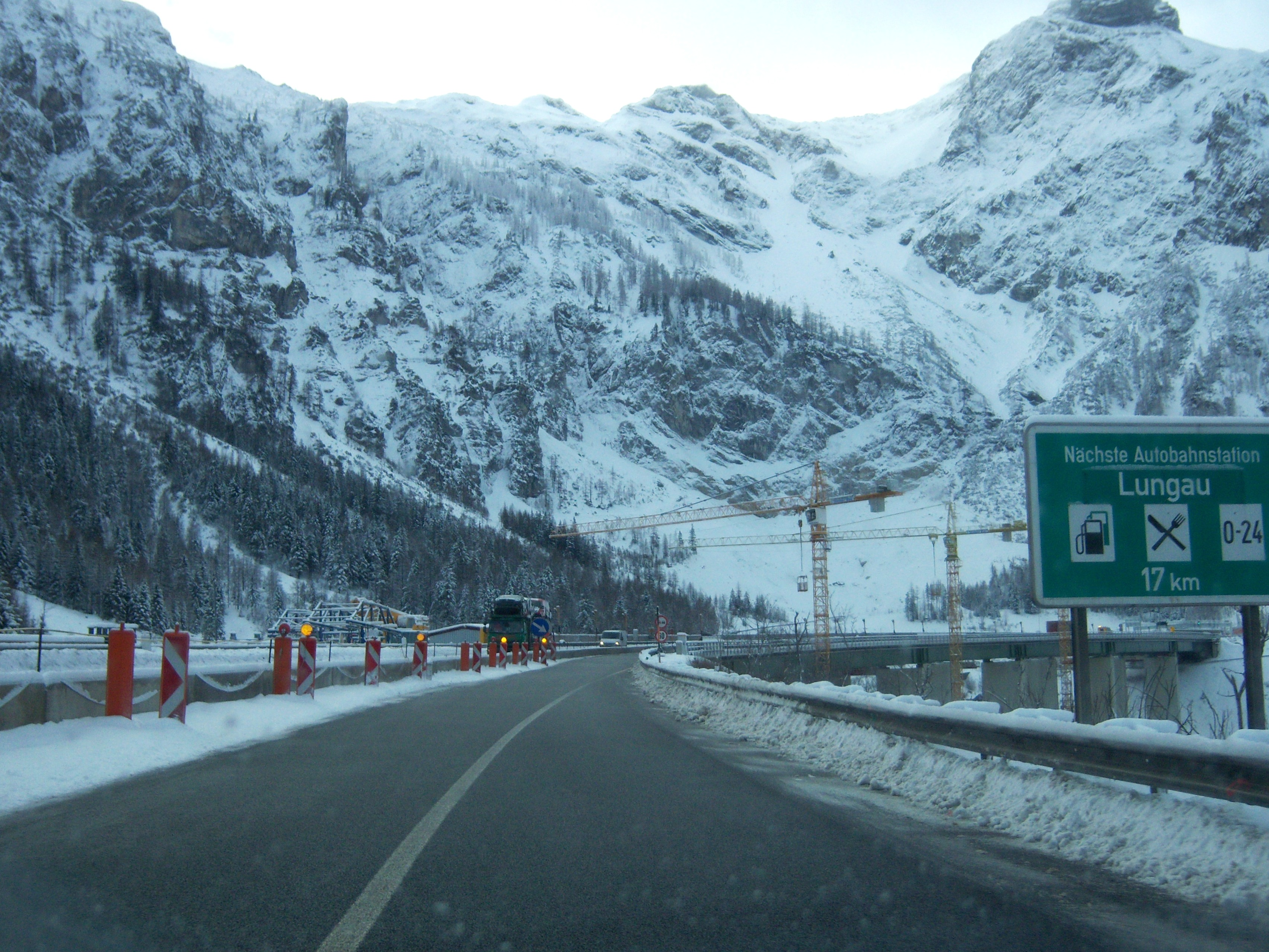
La réfection des chaussées vers le sud, janvier 2011.

Avec l'inauguration de la dernière section à Villach le 28 juin 1988, l'autoroute est terminée. Pendant la période de vacances, de grands embouteillages et de longs délais d'attente ont eu encore lieu d'une façon régulière, en particulier à l'entrée des grands tunnels tous deux à sens unique. À la suite d'un grave accident de la circulation survenu le 29 mai 1999, entraînant un incendie géant dans le tunnel des Tauern qui a fait douze morts, la construction d'un second tube a été lancée et finalisée en 2011.

## Description
Longue de 194 km, l'autoroute dessert la banlieue de Salzbourg, proche de la frontière allemande (Bundesautobahn 8) et l'aéroport de Salzbourg-W.-A.-Mozart. Ensuite, elle traverse les districts de Salzbourg-Umgebung et de Hallein du Land de Salzbourg vers le sud, en parallèle avec la rivière Salzach liant la ville de Hallein. 
Au sud de Golling la route atteint le pied du massif de Tennen et des Alpes de Berchtesgaden, puis elle longe le château de Hohenwerfen et continue à l'embranchement de Bischofshofen dans le district de Sankt Johann im Pongau avec une jonction à Zell am See et au Tyrol. Ici l'autoroute tourne vers l'est, le long de l'Enns jusqu'à la commune d'Altenmarkt près de Radstadt d'où part la route vers Schladming en Styrie et l'autoroute A9. De là, elle ramène vers le sud et monte le versant nord des Niedere Tauern. À mi-chemin, elle passe à travers le tunnel des Tauern pour atteindre le poste de péage à Sankt Michael dans le district de Tamsweg. 
Puis l'autoroute, en direction du sud, passe par le tunnel de Katschberg et la frontière du Land de Carinthie et du district de Spittal an der Drau. Elle se poursuit le long de la Lieser jusqu'à la ville de Spittal, le lieu d'une déviation vers le lac Millstätter et le Tyrol oriental. Sur la dernière étape, elle continue dans la large vallée de la Drave traversant le district de Villach-Land jusqu'à Villach au sud-est. Enfin, elle croise l’autoroute A2 (Süd Autobahn) menant à l'Italie et donne naissance à l'autoroute A11 vers les Karavanke et la frontière avec la Slovénie.